# 민주동맹 (남아프리카 공화국)
민주동맹(영어: Democratic Alliance)은 남아프리카 공화국의 연방주의 정당이다. 민주동맹은 1948년부터 1994년까지 남아프리카를 통치한 국민당과 우익 아프리카너 운동에 뿌리를 두고 있으나 오늘날에는 중도좌파에서 중도우파까지 포괄하는 중도 정당으로서, 특히 자유주의 성향을 보이고 있다.
현재 집권 여당인 아프리카 국민회의에 대항하는 공식 야당이다. 주요한 지지기반은 웨스턴케이프주이며, 특히 아프리카너 및 영어를 모어로 하는 인구, 곧 백인, 인도계, 컬러드 사이에서 비교적 지지율이 높다.

## 같이 보기
- 자유주의
- 자유민주주의
- 반인종주의